# Ivan Meštrović

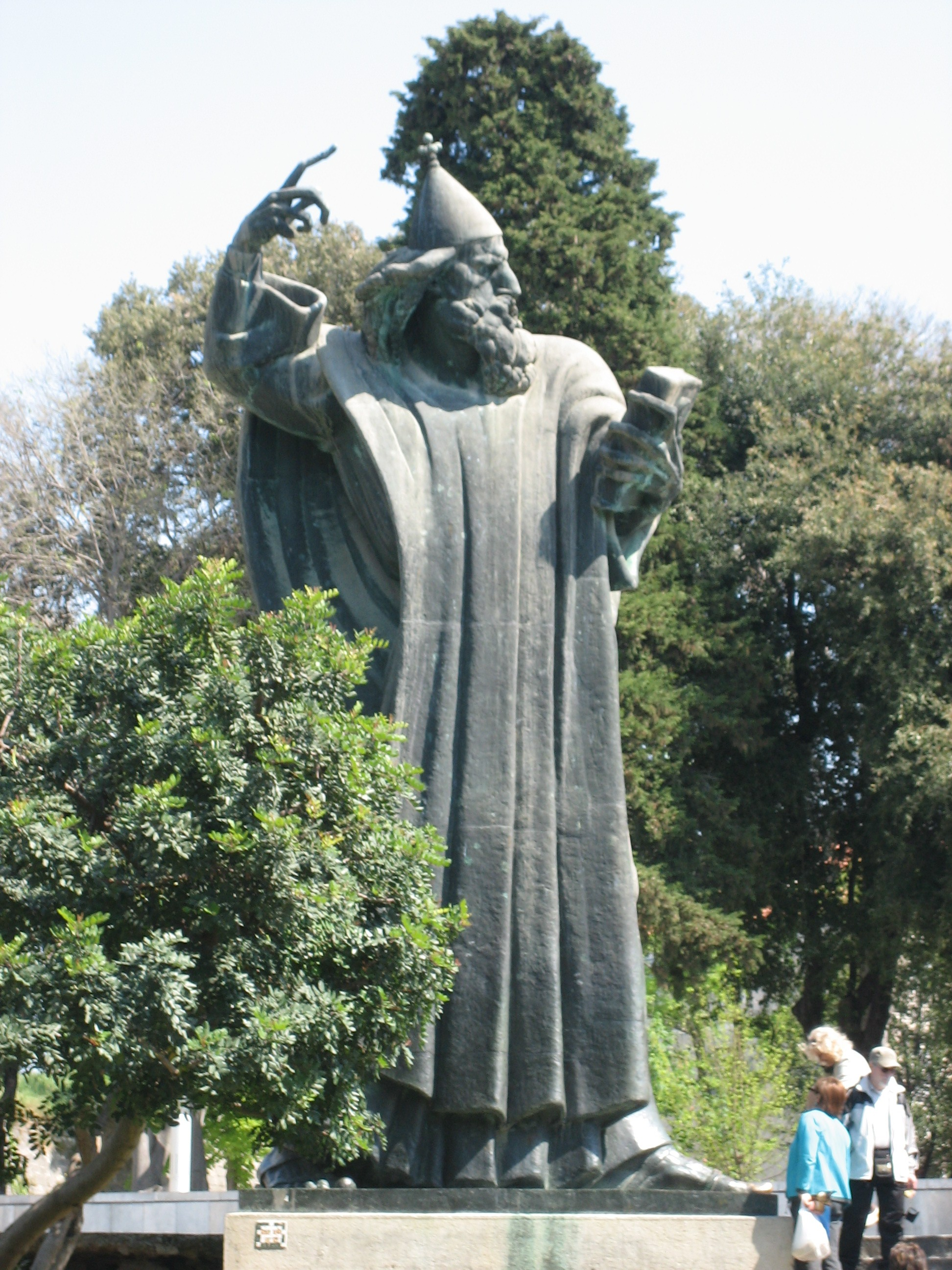
Escultura de Iván Mestrovic.

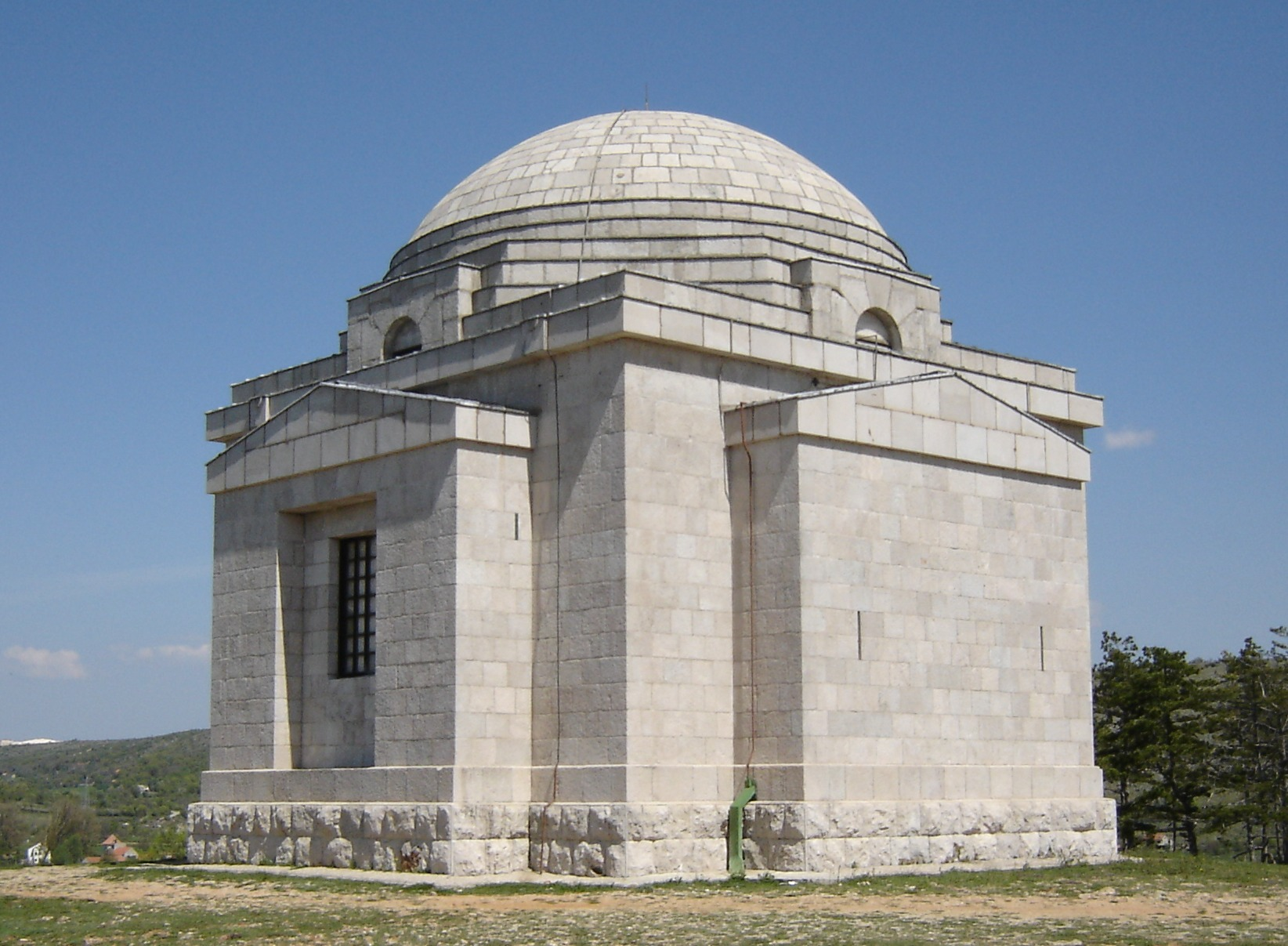
Mausoleo de Iván Mestrovic.

Ivan Meštrović (escuchaⓘ) (15 de agosto de 1883 - 16 de enero de 1962) fue un escultor yugoslavo de origen croata.

## Biografía
Ivan Meštrović nació en la ciudad de Vrpolje en el Reino de Croacia-Eslavonia, pero pasó la mayor parte de su infancia en la pequeña villa de Otavice en el Reino de Dalmacia. Ambos reinos eran provincias del Imperio austrohúngaro por aquella época. De niño le gustaba escuchar a Meštrović poesía épica, canciones populares y baladas históricas, estas historias le incitaban a diseñar y labrar escenas en piedra o madera. Fue hijo de una mujer religiosa que recitaba la Biblia habitualmente, fue enseñado a la edad de doce años por su padre a leer los textos sagrados (él era el único literato de la villa).
A la edad de 16 años un maestro de Split Pavle Bilinić se dio cuenta de su enorme talento y le tomó como aprendiz. sus habilidades artísticas mejoraron con la elaboración de monumentos así como la educación que le impartía la mujer de Bilinić, que era profesora de Universidad. Pronto viajó a Viena ya que fue admitido en la Academia de Artes, lugar donde finalizó sus estudios académicos.

## Obra
Ivan Meštrović creó cerca de cincuenta monumentos diversos en la ciudad de París, todos ellos en una estancia de dos años (1908-1910). El tema de la Batalla de Kosovo de los serbios fue elaborado por él haciendo de esta obra una de las más famosas, así como el Monumento Paris Kosovo, y otros trabajos en piedra y bronce. Muchos de los monumentos iniciales tenían como tema la historia eslava y la mitología eslava.
Con la creación de la primera Yugoslavia tornó a gustos más mundanos tales como realización de instrumentos de música o capillas. Se orientó particularmente hacia elementos más religiosos, la mayoría de ellos realizados en madera con claros rasgos de influencia de la Bizantina y Gótica. Los trabajos más renombrados de esta época son el Crucifijo y la Madonna; posteriormente se influenció por Michelangelo Buonarroti y creó una gran cantidad de retratos en piedra.

### Monumentos famosos (una selección)
Los monumentos más famosos incluyen:
- Gregorio de Nin en Split
- Josip Juraj Strossmayer en Zagreb
- Gratitud a Francia en Belgrado
- Héroe desconocido sobre Avala, Belgrado
- Victor monumento en la fortaleza de Kalemegdan de Belgrado
- Svetozar Miletić en Novi Sad
- Nikola Tesla en Belgrado y en Niagara Falls State Park (estatuas completamente idénticas)
- Nikola Tesla en Zagreb
- Historia de los Croatas en frente de la Universidad de Zagreb en Zagreb
- Mausoleo de Njegoš sobre Monte Lovćen en Montenegro
- El salto de la vida en Zagreb
- Arqueros de Domagoj en Zagreb (Fundación Meštrović)
- The Bowman and the Spearman en Chicago
- Estatua de la maternidad de Split

### Galerías que incluyen su trabajo
- La Galería Meštrović en Split, formada tras su donación del 1950, que incluye 86 estatuas en mármol, piedra, bronce, madera, así como 17 esbozos, monumentos al aire libre en el jardín del museo, 28 retratos en madera el kaštelet y un crucifijo
- El memorial Ivan Meštrović Memorial Gallery creado en 1973 en Vrpolje, su lugar de nacimiento, contiene 35 obras en bronce y piedra plástica
- El museo popular de Belgrado que tiene monumentos dedicados a Miloš Obilić, La dama de Kosovo, Srđa Zlopogleđa, Kraljević Marko, Viuda.

## Literatura
- Agard, Walter Raymond, The New Architectural Sculpture, Oxford University Press, NY, NY 1935
- Aumonier, W., Modern Architectural Sculpture, The Architectural Press, London 1930
- Casson, Stanley, Some Modern Sculptors, Oxford University Press, London 1929
- Exhibition of Twenty-Five Panels, Hendricks Chapel, Syracuse University1950*
- Exploring the Mayo Art Collection, Mayo Foundation, Rochester, Minnesota
- Goode, James M. The Outdoor Sculpture of Washington D.C., Smithsonian Institute Press, Washington D. C. 1974
- Keckemet, Dusko, Ivan Mestrovic, Publishing House, Beograd, Jugoslavija 1964
- Keckemet, Dusko, Ivan Mestrovic – Split, Mestrovic Gallery Split and Spektar Zagreb, Yugoslavia 1969
- Keckemet, Dusko, Ivan Mestrovic, McGraw-Hill Book Company, NY, NY 1970
- Kvaran, Einar Einarsson Architectural Sculpture of America, unpublished manuscript
- Maryon, Herbert, Modern Sculpture – Its Methods and Ideals, Sir Isaac Pitman & Sons, LTD. London 1933
- Schmeckebier, Laurence, Ivan Mestrovic – Sculptor and Patriot, Syracuse University Press, Syracuse, NY 1959
- The Shrine of the Immaculate Conception, Washington D.C. – America’s Tribute to Mary, C. Harrison Conroy Co. In., Newton NJ